# Campeonato Gaúcho 1936
In 1936 werd het zestiende Campeonato Gaúcho gespeeld voor voetbalclubs uit de Braziliaanse staat Rio Grande do Sul. Er werden regionale competities gespeeld en de kampioenen ontmoetten elkaar in de finaleronde die gespeeld werd van 10 tot 21 januari 1937. Rio Grande werd kampioen. 

## Voorronde
|                           |               |        |          |                                    |
| 10 januari 1937 Voorronde | Novo Hamburgo | 11 – 0 | Botafogo | Chácara das Camélias, Porto Alegre |
| 10 januari 1937 Voorronde |               |        |          | Chácara das Camélias, Porto Alegre |

## Knock-outfase
|  | Halve finale  | Halve finale |  |  | Finale        | Finale |  |
|  |               |              |  |  |               |        |  |
|  |               |              |  |  |               |        |  |
|  | Internacional | 7            |  |  |               |        |  |
|  | Riograndense  | 4            |  |  |               |        |  |
|  |               |              |  |  |               |        |  |
|  |               |              |  |  |               |        |  |
|  |               |              |  |  | Internacional |        |  |
|  |               | Rio Grande   |  |  |               |        |  |
|  |               |              |  |  |               |        |  |
|  |               |              |  |  |               |        |  |
|  |               |              |  |  |               |        |  |
|  |               |              |  |  |               |        |  |
|  | Rio Grande    | 5            |  |  |               |        |  |
|  | Novo Hamburgo | 2            |  |  |               |        |  |

Details finale
|                      |               |       |            |                        |
| 17 januari 1937 Heen | Internacional | 2 – 3 | Rio Grande | Timbaúva, Porto Alegre |
| 17 januari 1937 Heen |               |       |            | Timbaúva, Porto Alegre |

|  | Internacional | Rio Grande |

|                       |               |       |            |                        |
| 21 januari 1937 Terug | Internacional | 0 – 2 | Rio Grande | Timbaúva, Porto Alegre |
| 21 januari 1937 Terug |               |       |            | Timbaúva, Porto Alegre |

|  | Internacional | Rio Grande |

## Kampioen
| Campeonato Gaúcho de 1936      |
| Porto Alegre                   |
| ------------------------------ |
| RIO GRANDE Kampioen (1° titel) |